# Павлопетри
Град Павлопетри (на гръцки: Παυλοπέτρι) се намира в залива Ватика под водата край бреговете на южна Лакония в Пелопонес, Гърция, и е на около 5000 години, което го прави най-стария потопен град, известен в света. Павлопетри е уникален с това, че има почти пълен план на града, включително улици, сгради и гробници.

## Име
Павлопетри (или Паулопетри) буквално се превежда като „Камъкът на Павел“ и е пряка препратка към Свети Павел.

## Откриване и местоположение
Открит през 1967 г. от Никълъс Флеминг и картографиран през 1968 г. от екип археолози от Кеймбридж, Павлопетри се намира между островчето Павлопетри и крайбрежието на Пунта на Лакония на полуостров Пелопонес. Мястото е североизточно от селото на остров Елафонисос. Археологическият обект, както и островът и заобикалящата го морска зона са в района на община Елафонисос, стария полуостров „Ону Гнатос“ (според Павзаний). По време на обитаването на Павлопетри Ефлафонисос би бил свързан с Пелопонес чрез Павлопетри. Оттогава нивото на морето се е повишило и земетресенията са тласнали града надолу, правейки пропастта между Елафонисос и Пелопонес още по-голяма. В „История на Пелопонеската война“ на Тукидид се предполага, че Елафонисос е свързан с Пелопонес. От северната страна на Елафонисос в скалата има и прорези, които са били използвани за транспортиране на стоки с каруци.

## Произход
Първоначално руините са били датирани от микенския период, 1600 – 1100 г. пр. н. е., но по-късни проучвания показват много по-ранно обитаване, датиращо от 3500 г. пр. н. е., така че включва също артефакти от последната неолитна епоха, халколитната епоха, бронзовата епоха и средноминойски и преходен материал. Сега се смята, че градът е бил потопен около 1000 г. пр. н. е. от първото от трите земетресения, разтърсили района. Районът никога не се е появявал отново, така че не е бил нито застроен, нито нарушен от селското стопанство. Макар и мястото да е ерозирано през вековете, планът на града е такъв, какъвто е бил преди хиляди години. Обектът е застрашен от щети от лодки, влачещи котви, както и от туристи и търсачи на сувенири.

## Проучване
Теренната работа през 2009 г. до голяма степен е за картографиране на обекта. Това е първият потопен град, изследван цифрово в три измерения. Техниките за сонарно картографиране, разработено от военни и организации за проучване на нефт, подпомогагат скорошната работа. В града има най-малко 15 сгради, потопени в 3 до 4 метра вода. Най-новите открития само през 2009 г. обхващат 9000 m2.
Още четири теренни сесии бяха планирани през октомври 2009 г. в сътрудничество с гръцкото правителство като съвместен проект, насочен към разкопки. Заедно с археолозите (от университета в Нотингам) работи и екип от Австралийския център за полева роботика, който има за цел да пренесе подводната археология в 21-ви век. Разработени са няколко уникални робота, които да изследват обекта по различни начини. Един от резултатите от проучването е да се установи, че градът е център на процъфтяваща текстилна индустрия (от многото тежести за станове, открити на мястото). Изкопани са и много големи питариси (глинени съдове) от Крит, което показва голямо търговско пристанище.
През 2010 г. екип от Гръцкия център за морски изследвания използва стерео-фотограметрични данни, събрани от проучването на обекта, за да реконструира как би изглеждала бреговата линия около обекта. Това включва геоморфологията на района между сегашния остров Елафонисос и плажовете на Поунта във Вигклафия. Причината, поради която е направено това изследване, е, че те искат да разберат как мястото се е потопило, както и периода от време, в който това се е случило. Те предполагат, че мястото е било бавно понижено с течение на времето от три или четири различни земетресения. Покачването на морското равнище през последните 5000 години също е повлияло на потапянето на мястото. Когато Павлопетри е построен през 4-тото хилядолетие пр. н. е., е около два или три метра над морското равнище, което е нормално за този период от време и зона. През 1200 г. пр. н. е. Павлопетри се приближава към смъртта си и морското ниво се е повишило с около два метра от първоначалното му обитаване и в този момент е само около един метър над морското равнище. Това би направило града податлив на наводнения, обяснявайки тяхната сложна водна система. Някъде между годините 480 – 650 г. сл. н. е. мястото е било избутано надолу от тектонична дейност, което би могло да бъде едно от земетресенията. Това земетресение избутва мястото надолу с около 3 метра и заедно с повишаването на морското ниво с около 1,5 метра от 1200 г. пр.н.е., мястото щеше да бъде потопено.

## Забележителни открития
По време на разкопките през сезон 2011 г. екипът от университета в Нотингам открива някои оригинални находища, които им дават известна информация за мястото. Тези депозити показват доказателства, че хората от Павлопетри са имали търговски отношения с близкия остров Крит, населен от минойци. През 1968 г. екипът от университета в Кеймбридж също открива нещо важно. Те откриват два различни вида гробове, показващи разлика в социалния статус. Има две разпознати камерни гробници и близо четиридесет цистки гроба. За съжаление, тъй като те напусщат Павлопетри сами за 40 години от 1968 – 2008 г., повечето от тези цистови гробове са повредени при завръщането им. Това отчасти се дължи само на това, което се случва с нещата, когато са на морското дъно. Но това беше най-вече по вина на човешката раса, като нарани околната среда. Те също така идентифицираха 15 сгради, с до 12 стаи във всяка. Плажовете на Павлопетри също биха били идеалното място за плаж на корабите от бронзовата епоха. Още доказателства, че Павлопетри е бил център за търговия не само на къси, но и на дълги разстояния. Най-важното нещо за Павлопетри е на колко години е. Запазен е под пясъка в отлично състояние в продължение на 5000 години. Това го прави най-старият потопен град, за който са знае в целия свят.

## Опасности за руините
Мястото е изправено пред много проблеми от откриването му през 1967 г. Един от тези проблеми е изместването на утайката и повреждането на руините. Малки лодки пътуват над мястото и преместват утайки по морското дъно, което бавно уврежда мястото. Големите кораби в залива Ватика също са проблем. Тези кораби изхвърлят отпадъци, които увреждат археологическите руини и са лоши за околната среда. Има и баластна вода, която е вода, която се използва за предпазване на голям кораб от преобръщане. Той прави това, като поема или изпуска вода от баластния си резервоар в зависимост от теглото на товара, което се транспортира. Баластната вода е вредна, защото може да пренася утайки и микроорганизми като бактерии, микроби, ларви от различни видове и т.н. Някои от тези организми могат също да бъдат инвазивни. Големите кораби също се почистват с набор от химикали за почистване на различни части на кораба. Тези химикали увреждат руините и околната среда. Грабежите също са били проблем в миналото, тъй като сайтът няма никаква форма на защита около него. Последната опасност за Павлопетри е близката електроцентрала и изграждането на газопровод, който минава от остров Крит до Пелопонес.

## Усилия за опазване
След като Павлопетри привлича повече внимание след изследванията, направени през 2009 – 2013 г. и е обявено, че е в опасност, много хора решиха да се съберат и да се опитат да спрат замърсяването и щетите, които се нанасят. Едно нещо, което се опитват да спрат, е одобряването на определена пристанищна регулация, която би позволила на големи кораби да закотвят в залива Ватика. Те биха искали да създадат нещо като предпазна мрежа, направена от шамандури. Тези шамандури ще да опасват мястото и да го защитават от всякакви кораби. Те също така биха искали да поставят табели около района, които да казват на хората какво представлява обектът, какво е значението на обекта и защо трябва да бъде защитен. Има и първи световен „Ден за стража на паметниците“ през 2016 г. Деня на наблюдението помага да се привлече вниманието към щетите, нанесени на сайта, и достига до общности по целия свят, за да помогне. Оттогава „Денят на стражата“ се провежда всяка година през лятото. Още от „Деня на стражата“ през 2016 г. има подводни обиколки с екскурзовод, водени от професионални археолози. Тези обиколки се предлагат заради Ефората на подводните антики и Министерството на културата на Гърция.

## Обект на ЮНЕСКО
Град Павлопетри е част от подводното културно наследство, както е определено от ЮНЕСКО в Конвенцията на ЮНЕСКО за опазване на подводното културно наследство. Всички следи от човешко съществуване под вода, които са на сто или повече години, са защитени от Конвенцията на ЮНЕСКО за опазване на подводното културно наследство. Тази конвенция има за цел да предотврати унищожаването или загубата на историческа и културна информация и плячкосването. Той помага на държавите страни да защитят своето подводно културно наследство с международна правна рамка.

## В популярната култура
Работата на британско-австралийския археологически екип е събрана в едночасов документален видеоклип на Би Би Си „Град под вълните: Павлопетри“, излъчен от Би Би Си Ту през 2011 г. Сайтът и неговата история са включени в епизода „Тайните на потъналата империя“ на телевизионната програма Unearthed на Science Channel (сезон 8, епизод 7), първоначално излъчен на 3 януари 2021 г. Древното място и неговото подводно картографиране е представено в Drain the Oceans: Legends of Atlantis (сезон 1, епизод 5), от Нешънъл Джиографик, излъчен на 25 юни 2018 г.